# Прокопенко Микола Дмитрович
Прокопенко Микола Дмитрович (нар. 5 березня 1930, с. Чернігівка Чернігівського району Запоріжської області - 2007) — український економіст, доктор економічних наук, професор, лауреат премії НАН України ім. О. Г. Шліхтера, академік Академії інженерних наук України.

## Біографія
Середню школу закінчив у 1948 р., під час війни працював у колгоспі. Був нагороджений медаллю «За доблестный труд в Великой отечественной войне 1941-1945 рр.» (1946 р.).
У 1948 поступив на гірничий факультет Дніпропетровського гірничого інституту, який закінчив у 1953 р. Отримав кваліфікацію гірничого інженера за фахом «Розробка родовищ корисних копалин». 
Працював помічником начальника дільниці, начальником дільниці шахт «Капітальна», «Мушкетівська», «Вертикальна» тресту «Будьоніввугілля» (м. Донецьк).
У 1955 р.  М. Д. Прокопенко одержав тяжку виробничу травму. Після цього працював на нормативно-дослідницькій станції Міністерства вугільної промисловості СРСР (м. Донецьк).
Згодом був запрошений на наукову роботу до Донецького науково-дослідного інституту вугільної промисловості (ДонВДІ), де підготував кандидатську дисертацію, яку захистив у Москві (1965 р.). 
Працював у Інституті економіки промисловості Національної академії наук України на посаді завідувача відділу проблем регіональної економіки (1965-2002 рр.). З 2002 р. М. Д. Прокопенко - головний науковий співробітник Інституту економіки промисловості НАН України. Доктор економічних наук (1977 р.),  професор (1980 р.). 
У 1992 р. М. Д. Прокопенка обрано дійсним членом (академіком) Академії інженерних наук України.

## Науковий доробок
320 наукових праць, в тому числі 51 монографія, 6 довідників. 
Окремі праці:
- Прокопенко Н. Д. Основы проектирования норм труда на горные работы с применением счетно-решающих машин. — М. : Недра, 1965.
- Прокопенко Н. Д. Использование математических методов и вычислительной техники при исследовании рабочих процессов и определении норм затрат труда в угольной промышленности. — Донецк : Донбасс, 1966.
- Справочник по техническому нормированию труда на угольных шахтах / И. Н. Каминский, Н. Д. Прокопенко, А. И. Воробьева и др. — М. : Недра, 1969.
- Организация и планирование труда в угольной промышленности / Н. Д. Прокопенко, В. В. Нежинцев, В. Б. Сивых и др. — М. : Недра, 1972.
- Нормирование труда на угольных шахтах в условиях научно-технического прогресса / А. Н. Алымов, Н. Д. Прокопенко. — М. : Недра, 1974.
- Экономика промышленности Донбасса / Н. Г. Чумаченко, Н. Д. Прокопенко, А. Н. Белашов и др. — К. : Наук. думка, 1977.
- Региональное управление: опыт и проблемы / В. К. Мамутов, Н. Д. Прокопенко, Н. Н. Ермошенко и др. — К. : Наук. думка, 1984.
- Концепція державної промислової політики України / Н. Г. Чумаченко, А. І. Амоша, Н.Д. Прокопенко. — Донецк : ИЭП НАН Украины, 2000.
- Теоретические и прикладные аспекты функционирования производственного комплекса региона / Н. Д. Прокопенко, Е. Т. Иванов, В. Н. Савенко. — Донецк, 2004.
- Экономическая Энциклопедия: Политическая экономия [В 4 т.]. — Т. 4 / Глав. ред. А.М. Румянцев. — М. : Сов. Энциклопедия, 1980. — С. 220.